# Sniper
Un sniper (en anglès "franctirador",) és un programa informàtic que permet a l'usuari apostar automàticament en el seu lloc en certs llocs de venda en subhasta en línia. L'aparició dels snipers s'emmarca dins del creixement i popularitat del lloc de venda en subhasta d'eBay.
Els snipers permeten fer una oferta guanyadora segons abans del final de la subhasta, sense donar temps als altres licitadors per superar-la. Alguns usuaris ho fan manualment, i altres utilitzen un programari dissenyat per aquesta fi.
eBay Alemanya va prohibir els snipers el 2002.

## Tipus desnipers

### A l'ordinador propi
Després d'instal·lar el programari a l'ordinador, cal parametrar el programa informàtic, indicant els codis d'accés al lloc de venda i després posar la llista de subhastes en les que es vol apostar automàticament, indicant un import màxim i quants segons abans del final de la subhasta en la que es vol que actuï (alguns programaris demanen l'hora d'acabament, però a la majoria no cal aquest paràmetre, ja que el llegeixen ells mateixos del lloc web).
L'ordinador ha d'estar encès. A l'hora prevista, l'ordinador es connecta amb la Internet, després amb el lloc de venda en subhasta i aposta automàticament en lloc de l'usuari, els segons especificats abans del final.

### A un servidor web
La parametrització és idèntica, però es fa directament en un lloc web. A l'hora fixada, el lloc web es connecta amb el servidor del lloc de venda i fa l'aposta.
Per tant, no cal deixar l'ordinador encès. El principal avantatge és la seguretat d'aquesta eina: l'avaria informàtica o elèctrica, o la interrupció de la línia Internet de l'usuari no tenen cap influència a poder fer l'aposta o no.

## Preus
El preu que s'ha de pagar és variable segons l'eina:
- Per a un programari: després d'haver invertit en la compra d'un programa informàtic, la utilització és gratuïta i il·limitada. Cal assegurar-se del qual disposa d'actualitzacions, ja que al llarg dels mesos, canvien els formats i els programes deixen de funcionar.
- Per a un web: hi ha diferents opcions segons els llocs, ja sigui abonant un preu fix de manera temporal (1 mes, 3 mesos, 1 any) amb un nombre il·limitat de licitacions, ja sigui pagant unes despeses a cada licitació guanyada, en general en funció de l'import de la licitació.

La majoria dels llocs proposen als internautes un període de prova gratuïta.

## Deontologia
Alguns arguments en contra: Hi ha usuaris que no troben noble que els prenguin, als darrers segons, una subhasta que consideraven guanyada (a una subhasta real el subhastador sempre demana si algú té una oferta millor). Molts venedors es queixen quan veuen els seus guanys reduïts, ja que no existeix la pica-baralla personal (aposta contra aposta) que pot fer pujar el preu final de forma notable.
Però hi ha arguments a favor:
El primer gran avantatge que ofereix un sniper a l'usuari, és que pot cancel·lar l'oferta en qualsevol moment, fins i tot en els últims segons de la subhasta, sense por de molestar als venedors o fer intervenir l'administrador de la web de subhastes, que pot aplicar una sanció de punts negatius que degradi el seu perfil d'usuari.
L'altre gran avantatge és la protecció de l'usuari contra els venedors fraudulents. L'ofertant fraudulent és una persona que fa apostes sobre el seu propi article, o utilitza còmplices per fer-ho, per aconseguir inflar el preu final. El venedor deshonest no tindrà gens d'interès a fer el seu joc d'apostes fraudulentes contra un objectiu potencial que desconeix, que no sap que està allà fora, esperant per fer l'oferta en l'últim moment.

## Llocs de subhasta on es poden emprar
Des de la desaparició de Yahoo! Auctions, els  snipers  serveixen per als llocs següents:
- EBay, amb nombrosos programaris i llocs web, la majoria en anglès
- Delcampe Internacional, amb un sol lloc, anomenat Snippy's, en francès i en anglès

### Formes de pagament
Cada web fixa les formes de pagament. Els més utilitzats són els següents:
- PayPal, la plataforma de pagament electrònic, propietat d'eBay des de 2002
- Moneybookers, plataforma de pagament electrònic independent, accessible d'entre altres, des de Delcampe Internacional